# Cd (Unix)
cd (zkratka pro change directory) je příkaz v UNIXu a další operačních systémech unixového typu, jenž změní aktuální pracovní adresář. Funguje také ve Windows, DOSu či OS/2.

## Zápis
```
$ cd [-L|-P] [dir]
$ cd -
```

- bez argumentu dir se přesune  do domovského adresáře
- s argumentem - se přesune do předchozího adresáře (pokud již došlo ke změně adresáře v daném shell sezení)
- -L použije „logické“ vyhodnocování (zachovává symbolické odkazy) cest obsahujících .. (nadřazený adresář) – toto je výchozí chování
- -P použije “fyzické“ vyhodnocování

Příklad:
```
$ cd /tmp; ln -s /etc . ; pwd
/tmp
$ cd -L etc/.. ; pwd
/tmp
$ cd -P etc/.. ; pwd
/
```